# Secure Digital

Сравнение размеров различных видов SD-карт: обычные SD-карты, miniSD (практически не выпускаются), microSD

Secure Digital Memory Card (SD) — формат карт памяти (флеш-память), разработанный SD Association (SDA) для использования в портативных устройствах. На сегодняшний день широко используется в цифровых фотоаппаратах и видеокамерах, планшетах, ноутбуках, мобильных телефонах, КПК, коммуникаторах и смартфонах, электронных книгах, автомобильных видеорегистраторах, GPS-навигаторах и в некоторых игровых приставках.
Существуют пять поколений карт памяти данного формата, различающиеся возможным объёмом данных (совместимы сверху вниз):
- SD 1.0 — от 8 МБ до 2 ГБ;
- SD 1.1 — до 4 ГБ;
- SDHC — до 32 ГБ;
- SDXC — до 2 ТБ;
- SDUC — до 128 ТБ.

## О формате

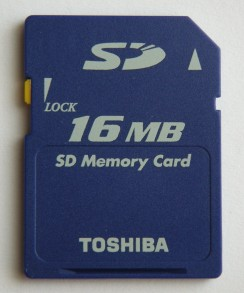
SD-карта емкостью 16 Мбайт

Этот стандарт был введён в августе 1999 года фирмами Panasonic, SanDisk и Toshiba на основе MMC-карты и стал отраслевым стандартом. В 2000 году на CES компаниями Matsushita, SanDisk и Toshiba было объявлено о создании SD Card Association.

### SDHC

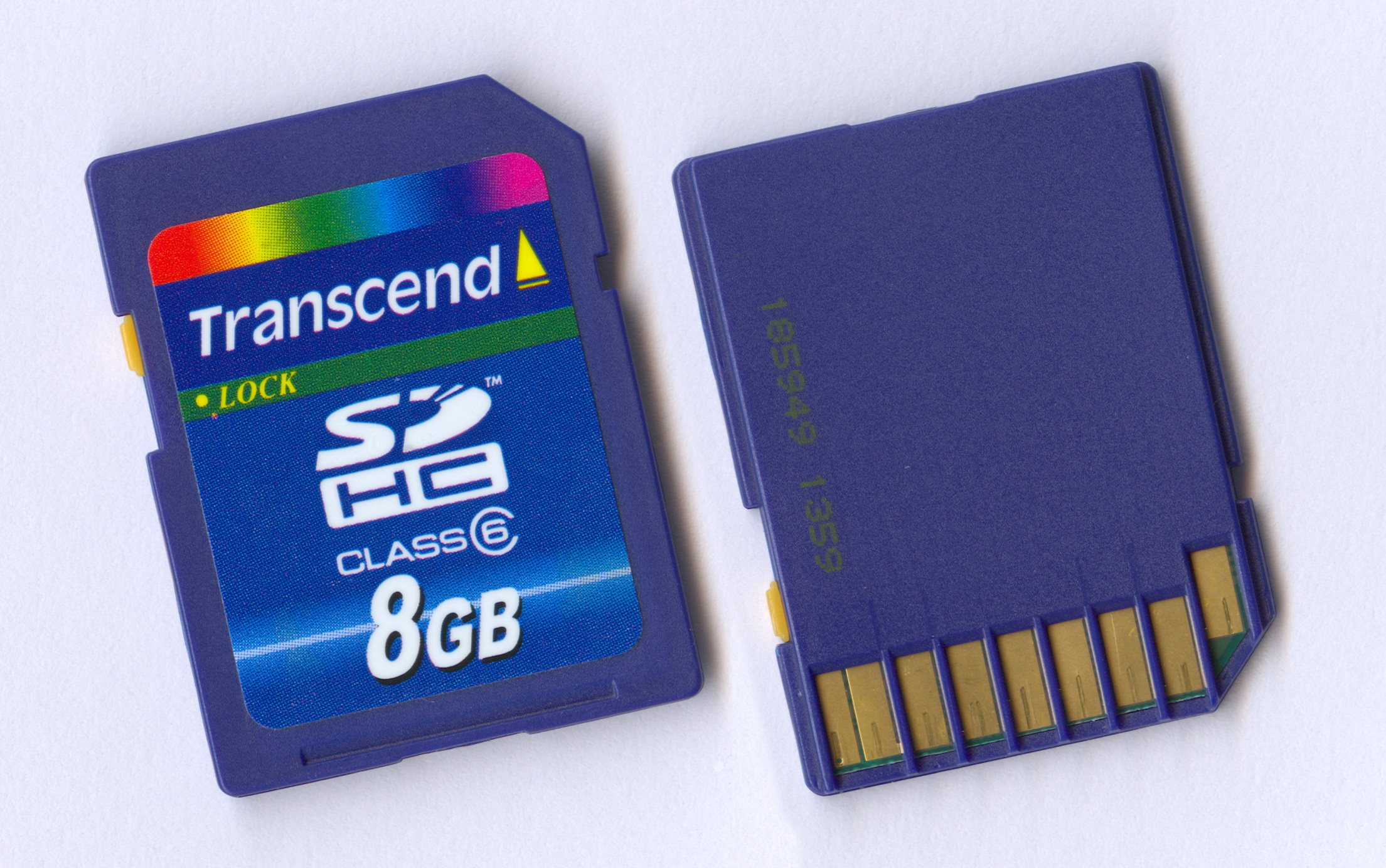
Карта SDHC Class 6 емкостью 8 Гбайт

SDHC (англ. Secure Digital High Capacity) — сменная карта флеш-памяти, удовлетворяющая спецификации SDA 2.00, введённой SD Card Association. SDHC стал развитием формата SD, унаследовав большинство его характеристик.
Потенциальный максимальный объём карт SDHC увеличен до 32 ГБ. Как правило, для хранения информации на картах этого типа используют файловую систему FAT32 (для SD использовалась FAT16/32).

#### Совместимость
Карты SDHC несовместимы с устройствами, изначально рассчитанными только на SD-карты. Ключевым нововведением для SDHC-карт, позволившим им превзойти объём в 4 ГБ, стало введение посекторной адресации (аналогично жёстким дискам), в то время как обычные SD-карты имеют побайтную адресацию (как оперативная память) и, соответственно, при 32-разрядном адресе могут иметь объём не более 4 ГБ.
Некоторые устройства (кардридеры, коммуникаторы и др.), рассчитанные на работу только с картами SD, после смены программного обеспечения могут «научиться» работать с SDHC, если аппаратная поддержка данных карт была предусмотрена производителем.
Также следует обращать внимание на версию реализации карты SD (SD 1.0 или SD 1.1). Если её планируется использовать в старом устройстве, поддерживающем карты памяти объёмом до 2 ГБ, убедитесь, что она выполнена в версии 1.0, а не 1.1, иначе будут возникать сбои при форматировании и при заполнении карты памяти информацией.

### SDXC

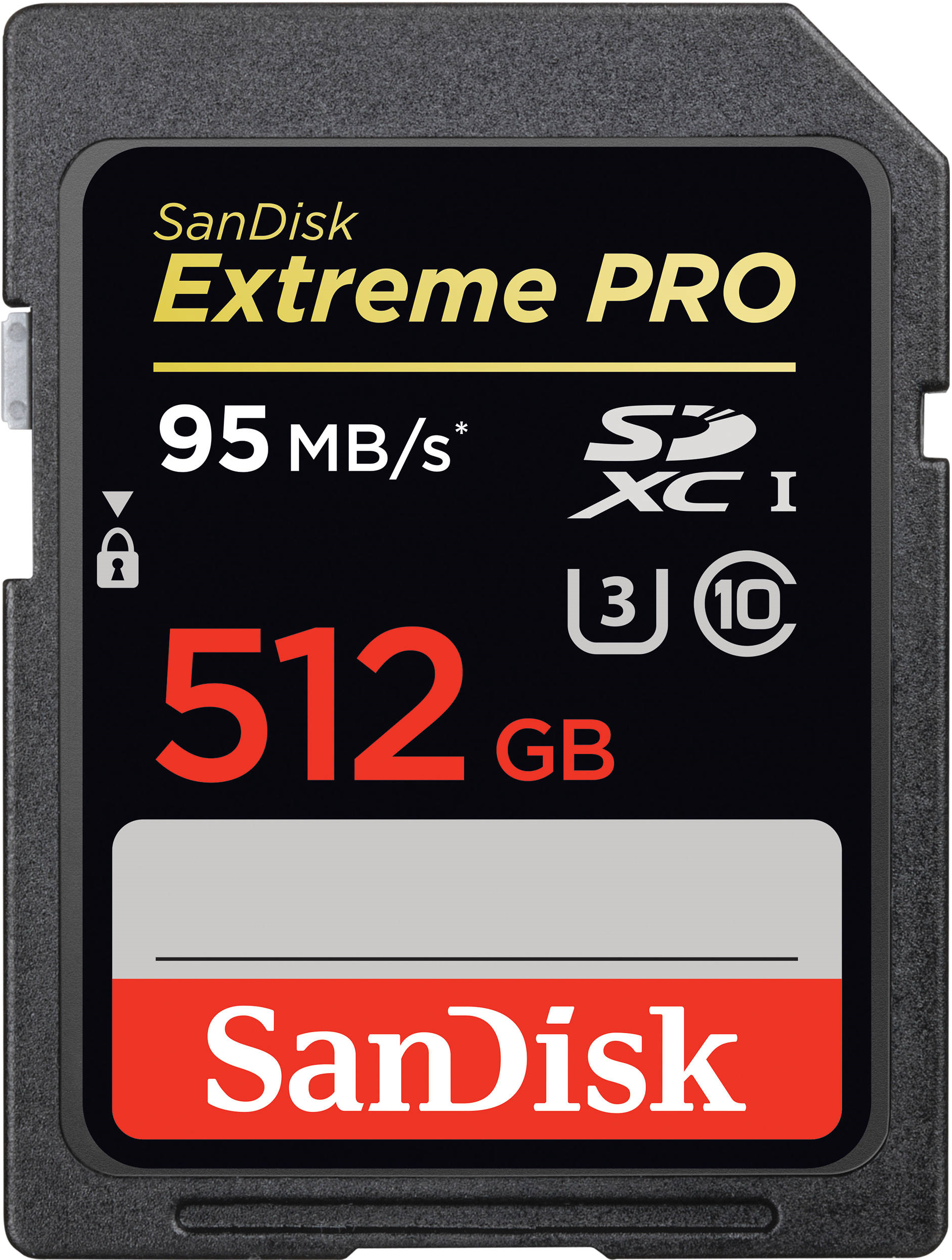
Карта SDXC емкостью 512 ГБ

В 2009 году на CES SD Association представила новый стандарт SDXC (англ. Secure Digital eXtended Capacity), поддерживающий карты объёмом до 2 TБ и использующий файловую систему exFAT.
Также в новой спецификации добавлен четырёхбитовый режим передачи данных для карт SDHC и SDXC — так называемая шина UHS (Ultra High Speed) со скоростью передачи до 312 МБ/c. Карты памяти с шиной UHS также совместимы с обычным режимом передачи.
Устройства с поддержкой SDXC обеспечивают поддержку карт предшествующих стандартов SD и SDHC. Карты SDXC объёмом 64 ГБ и более можно использовать в устройствах SDHC (читать с них и записывать на них информацию), если они отформатированы в файловой системе FAT32.

#### Поддержка операционными системами
- SDXC-карты используют запатентованную файловую систему exFAT, разработанную компанией Microsoft. Официально поддержка кардридеров и карт стандарта SDXC заявлена для Windows Vista, Windows Server 2008, Windows 7, Windows 8, Windows 10 и Windows 11. Для поддержки exFAT в Windows XP существует обновление KB955704. В связи с прекращением поддержки Windows XP 8 апреля 2014 года обновление может быть недоступно на серверах Microsoft.
- Поддержка в Linux/UNIX реализована с помощью свободного драйвера exFAT, работающего вне ядра (FUSE)[2]. Драйвер доступен в репозиториях большинства популярных дистрибутивов. Пользователям других дистрибутивов предлагается собрать драйвер из исходников. Также есть родная реализация от Samsung, лишённая недостатков Fuse.[3] Реализация exFAT от компании Samsung была включена в экспериментальную секцию ядра версии 5.4.[4]
- Обновлённый в 2011 году MacBook Pro также имеет поддержку карт памяти SDXC[5]. Все новые устройства от Apple с Mac OS X 10.6.5 или старше поддерживают карты SDXC при наличии физического слота в устройстве.
- Android поддерживает SDXC на заводских прошивках большинства флагманов, для остальных же, как и у Linux, требуется драйвер Samsung.

#### Проблемы совместимости
Стандарт SDXC был утвержден в 2009 году и представляет собой формат карт памяти с большой емкостью — до 2 ТБ. Однако, после утверждения стандарта он стал критиковаться из-за использования запатентованной файловой системы exFAT. Для нее нет полноценного свободного драйвера, что мешает ее использованию в свободных операционных системах. В 2010 году появился проприетарный драйвер для Linux и Android для фирм и OEM-производителей оборудования, но свободной реализации все еще не существует. Кроме того, в некоторых странах использование патентованных технологий может быть незаконным.
Если переформатировать карту в другую файловую систему, поддерживающую накопители и файлы большого объема (например, ext4 или UDF), то карта может потерять совместимость с устройствами, для которых предназначена. Это означает, что владельцы устройств, которые поддерживают только exFAT, не смогут использовать SDXC-карты, отформатированные в другую файловую систему.
В настоящее время существуют свободные драйверы для exFAT, но они ограничены в функциональности и не могут обеспечить полную совместимость. Кроме того, использование exFAT по-прежнему может вызывать юридические проблемы в некоторых странах. В связи с этим существуют усилия по разработке новых стандартов для файловых систем, которые не будут требовать использования патентованных технологий.

### SDUC
В 2018 году SD Association представила новый стандарт SDUC (англ. Secure Digital Ultra Capacity), поддерживающий карты объёмом до 128 TБ и использующий файловую систему exFAT. Стандарт описан в спецификации SD версии 7.0.

### SD Express
27 июня 2018 года организация SD Association представила новый класс карт памяти SD Express в трёх разновидностях: SDUC 1 express, SDXC 1 express и SDHC 1 express (максимальная ёмкость 128 ТБ, 2 ТБ и 32 ГБ соответственно). Эти карты используют интерфейс PCI Express 4.0 и протокол NVMe 1.3 через второй ряд контактов (также присутствующий в картах UHS-II/III) для достижения скоростей до 3,94 ГБ/с: они у SD Express совсем другие! Карты express обратно совместимы с картами стандарта UHS-I. Внешне карты SD Express отмечены маркировкой «SD Ex».

### MiniSD и MicroSD
Для миниатюрных приборов разработаны miniSD размером 20×21,5×1,4 мм и самая маленькая из всех карт — microSD, µSD (ранее известная как TransFlash, T-Flash или TF) размером 11×15×1 мм. Для карт MiniSD и MicroSD существуют переходники (адаптеры), с помощью которых их можно вставлять в любой слот для обычной SD-карты. В некоторые кардридеры miniSD и microSD могут быть вставлены без адаптера.

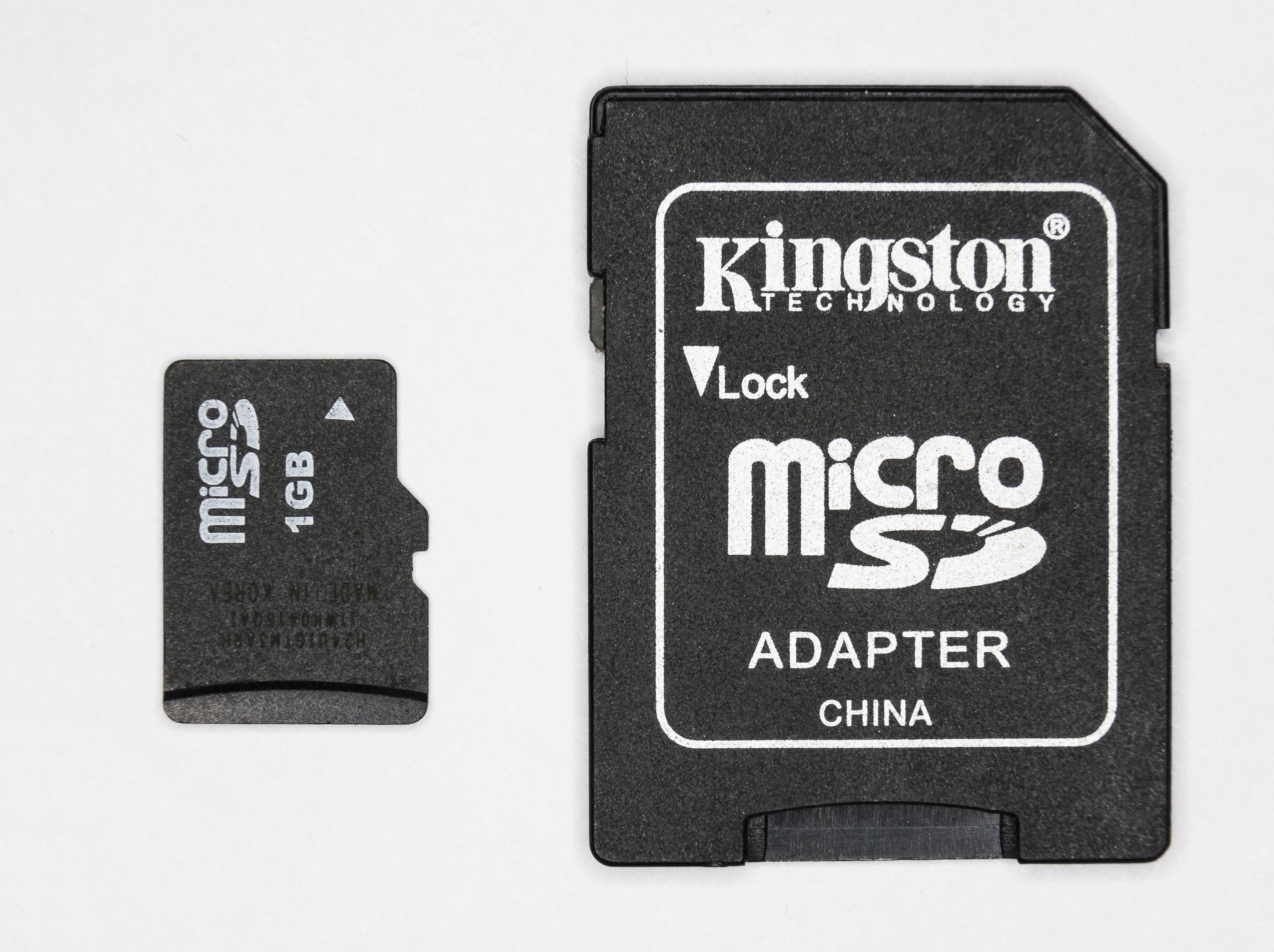
Переходник с microSD на SD. Своего рода классика
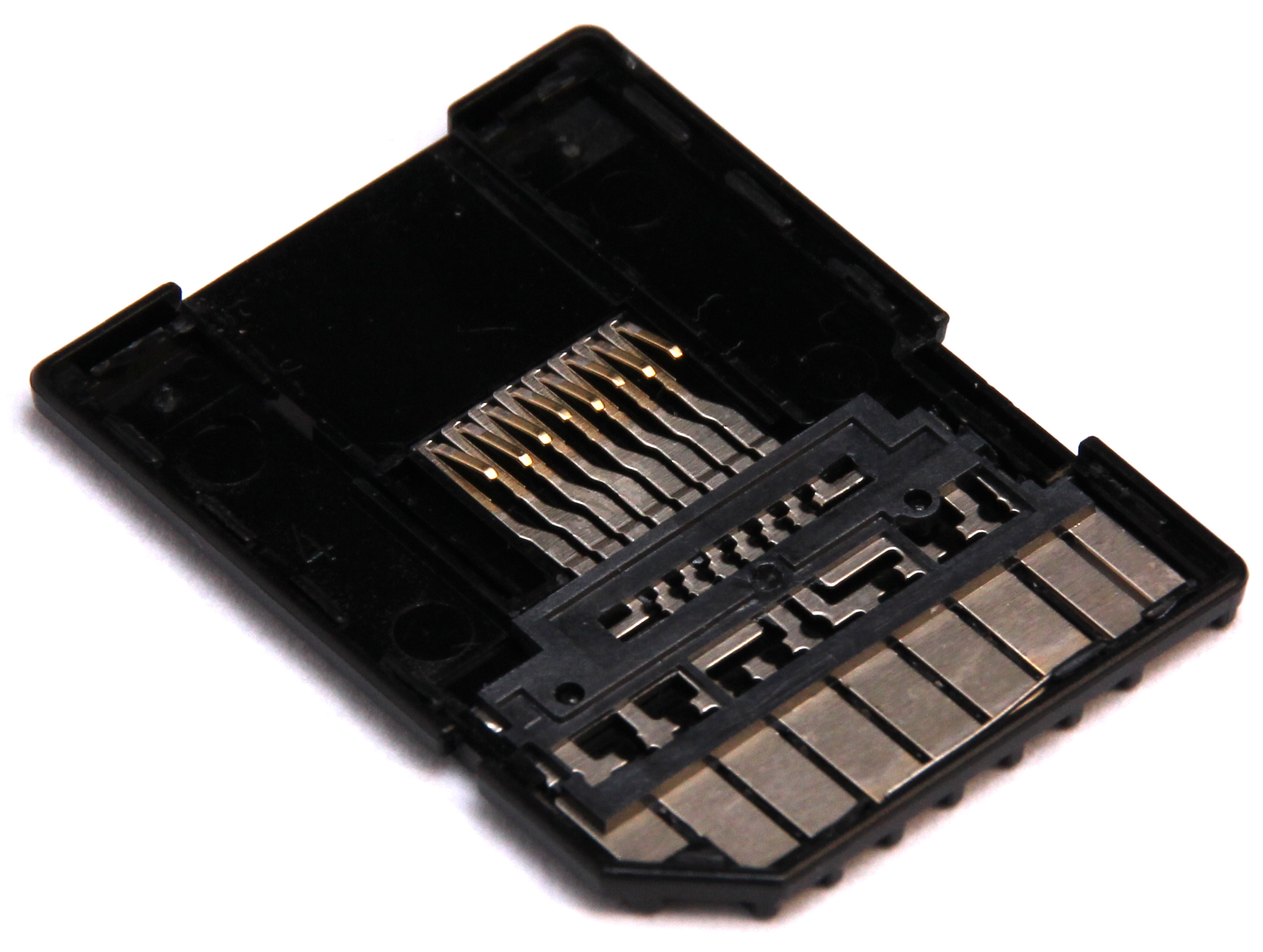
Устройство переходника с microSD на SD
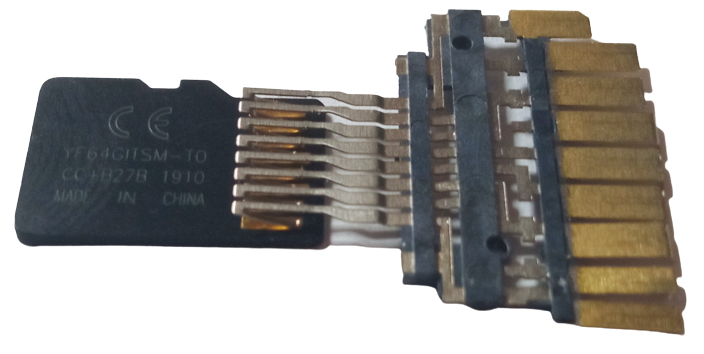
Контакт карты памяти с контактами адаптера (показано вверх ногами)
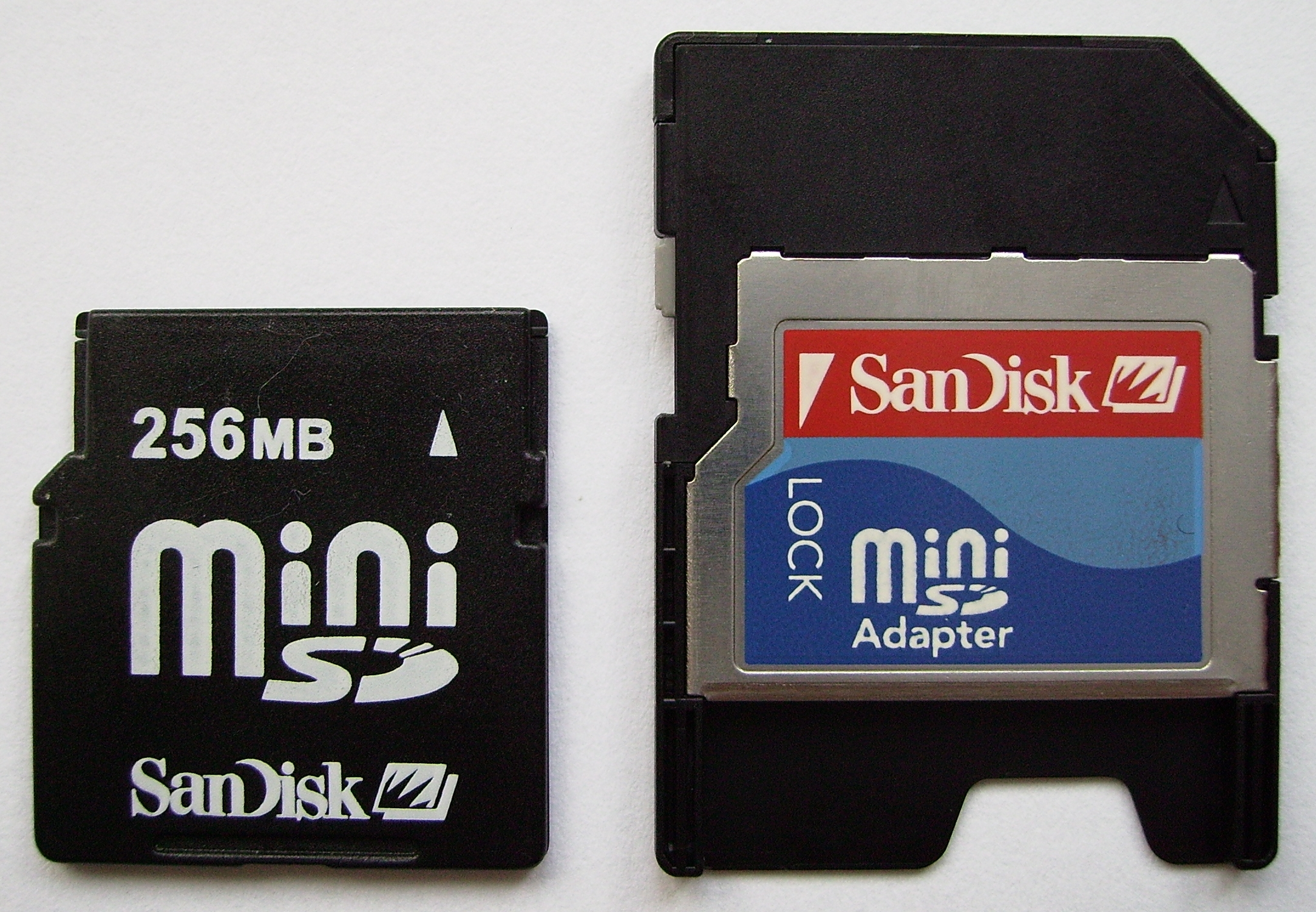
Переходник с miniSD на SD
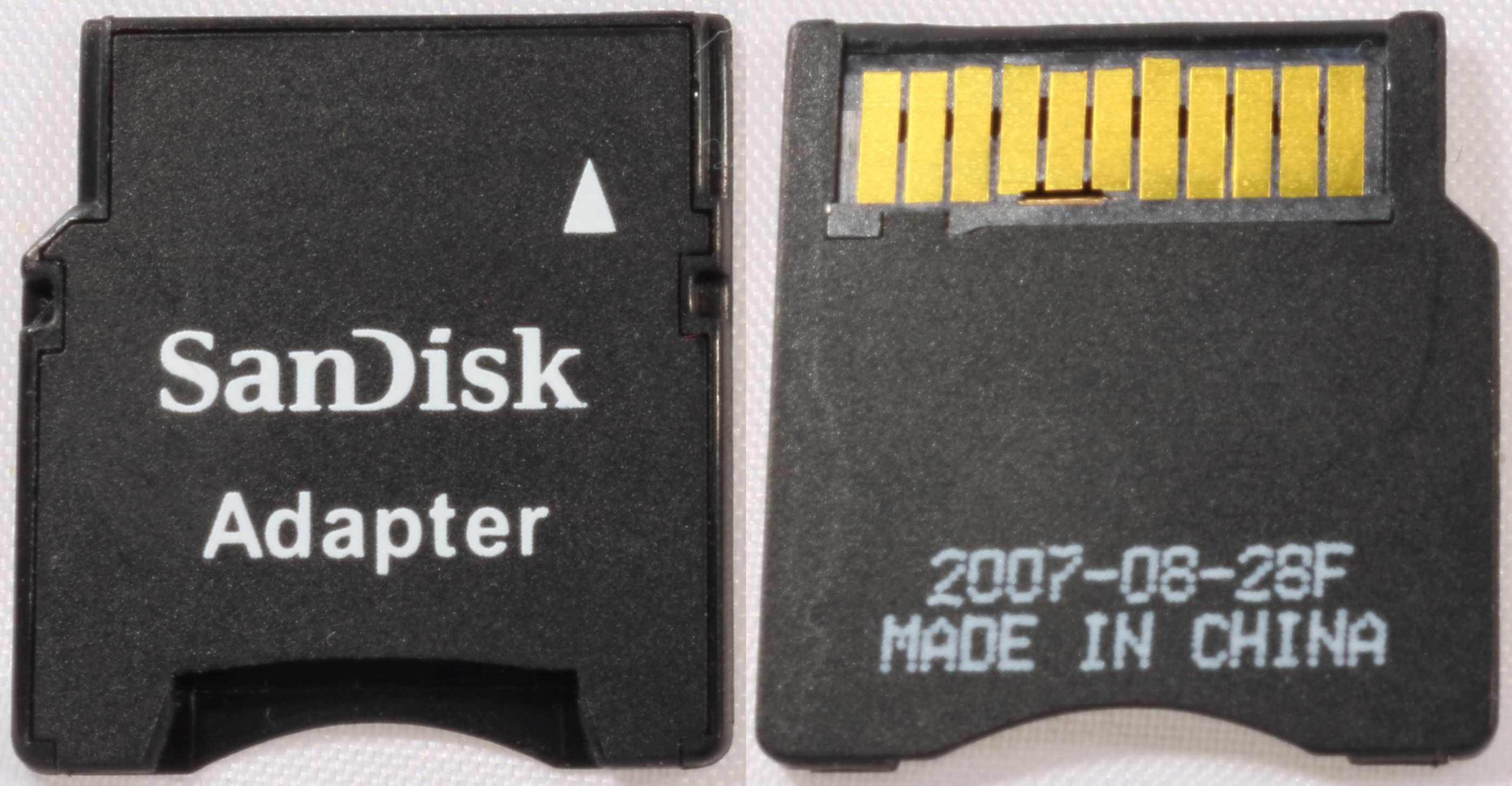
Переходник с microSD на miniSD
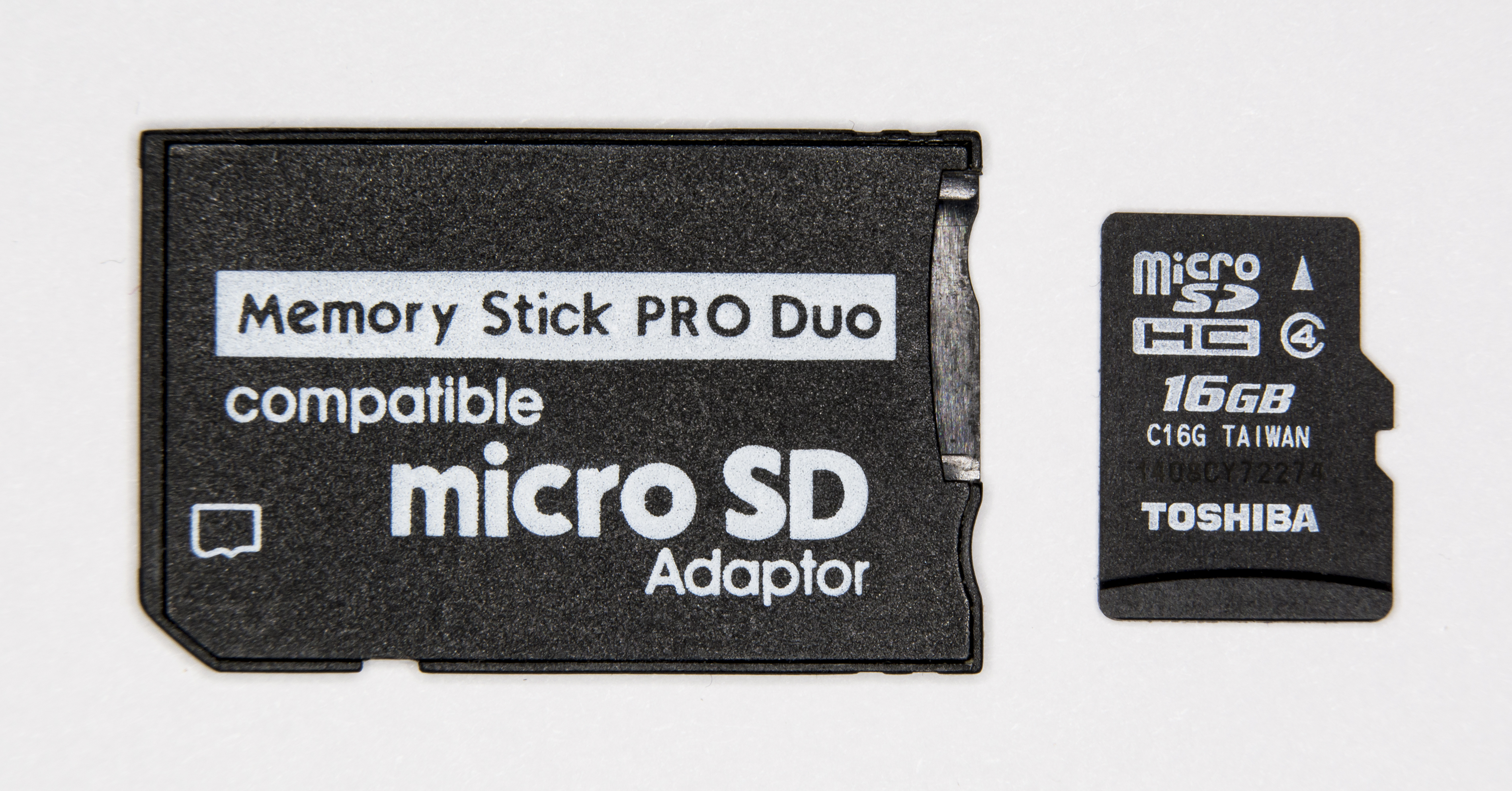
Переходник с microSD на Memory Stick PRO Duo
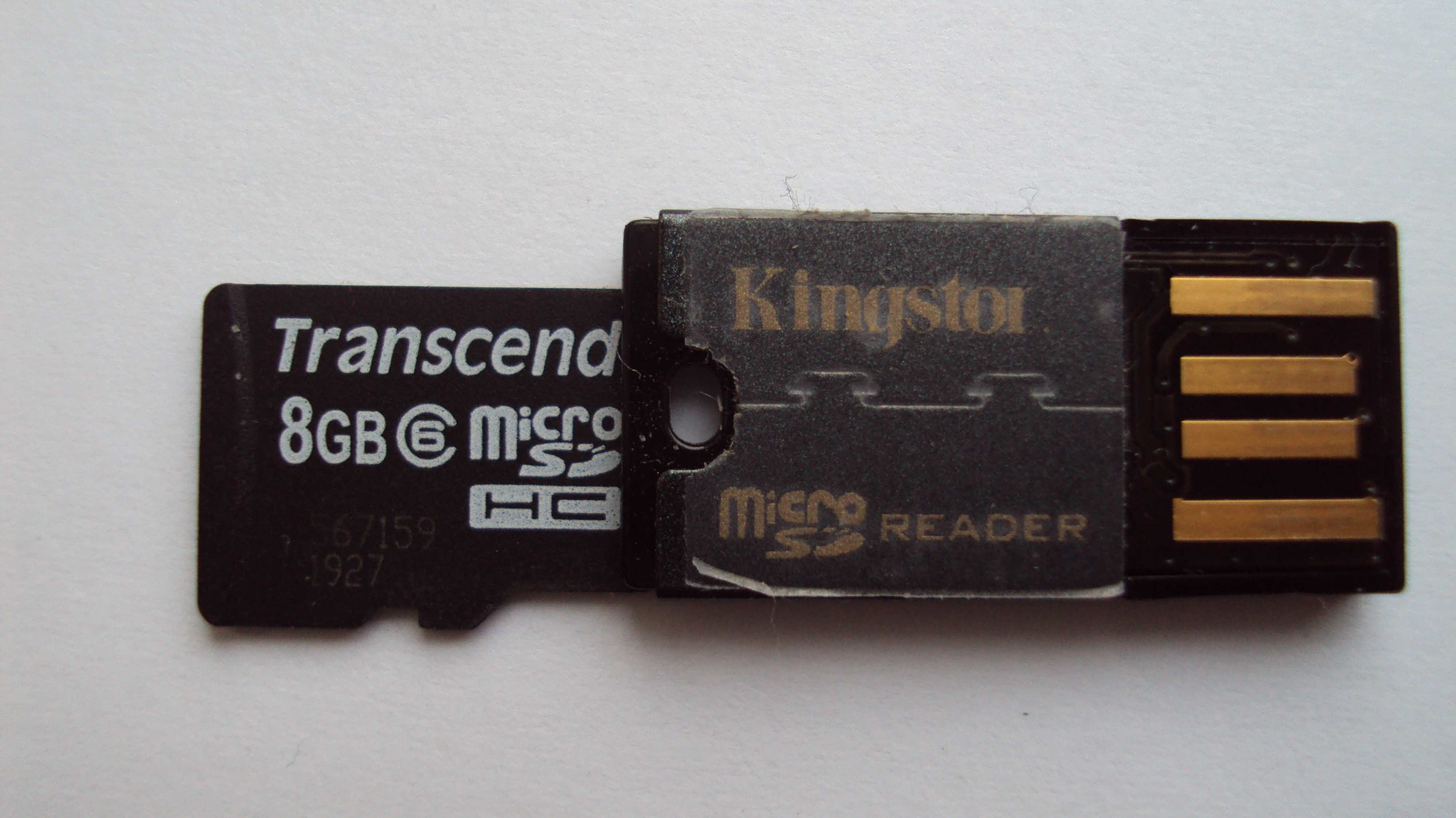
Картридер (переходник) microSD — USB
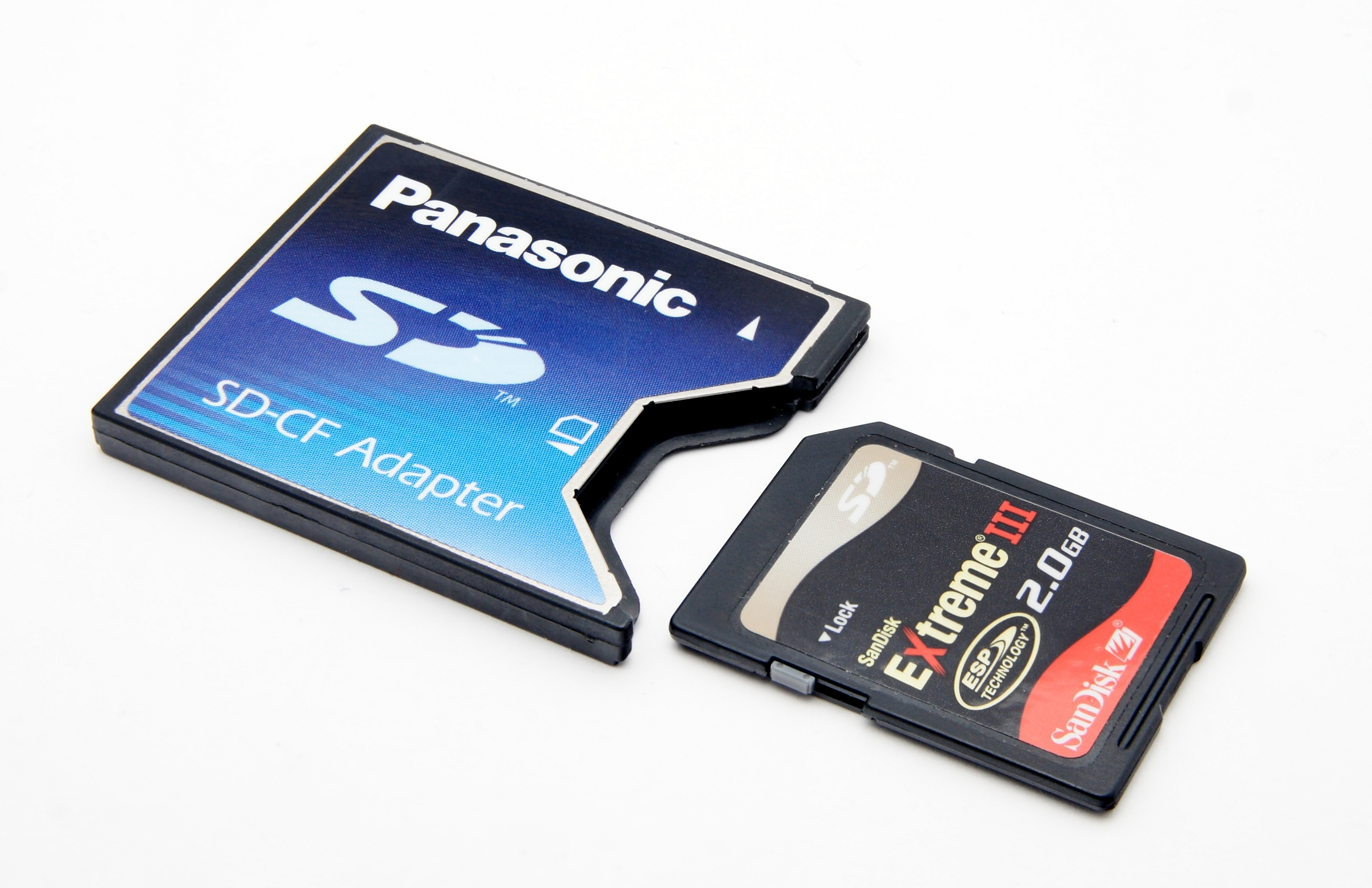
Переходник с SD на CompactFlash

### microSD Express
В феврале 2019 года на выставке MWC 2019 был представлен новый формат microSD Express, который позволит увеличить скорость передачи до 985 МБ/c благодаря добавлению сигналов интерфейса PCIe 3.1. Новые сигналы передаются через добавленный к microSD второй ряд контактов. Карты сохранят обратную совместимость с традиционными считывателями.

### Микроконтроллер

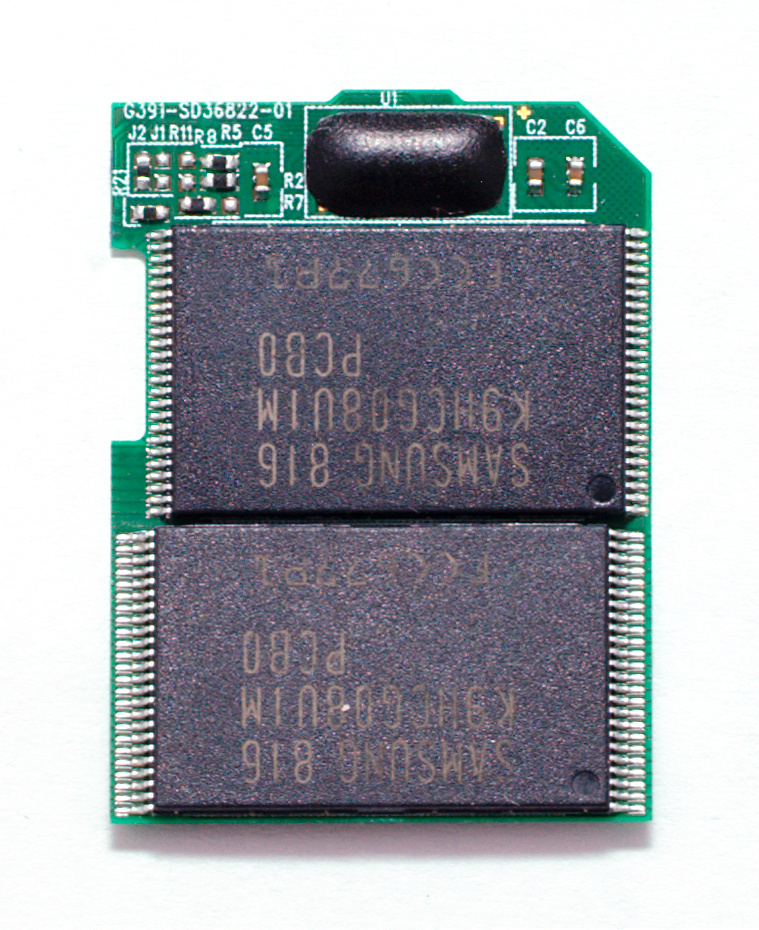
Устройство SD-карты: U1 — контроллер, две микросхемы снизу — память. Контактные площадки расположены с обратной стороны платы

Карта размером 24×32×2,1 мм снабжена собственным контроллером и специальной областью, способной, в отличие от MMC, записывать информацию таким образом, чтобы неавторизованное чтение информации было невозможно, в соответствии с требованиями Secure Digital Music Initiative. Этот факт был отражён в названии стандарта (Secure Digital). Для записи в защищённую область используется специальный протокол записи, недоступный для обычных пользователей. При этом карта также может быть защищена паролем, без которого доступ к записанной информации невозможен; восстановить работоспособность карты можно только её полным переформатированием с потерей записанной информации.
Карты формата Secure Digital (кроме microSD) снабжены механическим переключателем защиты от записи. В положении lock невозможны запись информации, и, соответственно, удаление файлов и форматирование карты, что позволяет избежать случайной потери информации. Однако следует учитывать, что собственно защита от записи осуществляется не самой картой, а устройством, использующим карту, и может оказаться в нём не реализованной либо намеренно отсутствовать. Например, автозагрузка резидентной программы CHDK для фотоаппаратов Canon работает, только когда карта защищена от записи.
В большинстве случаев SD можно заменить MMC-картой. Обратная замена обычно невозможна: SD толще и может просто не войти в слот для MMC.

### Система передачи

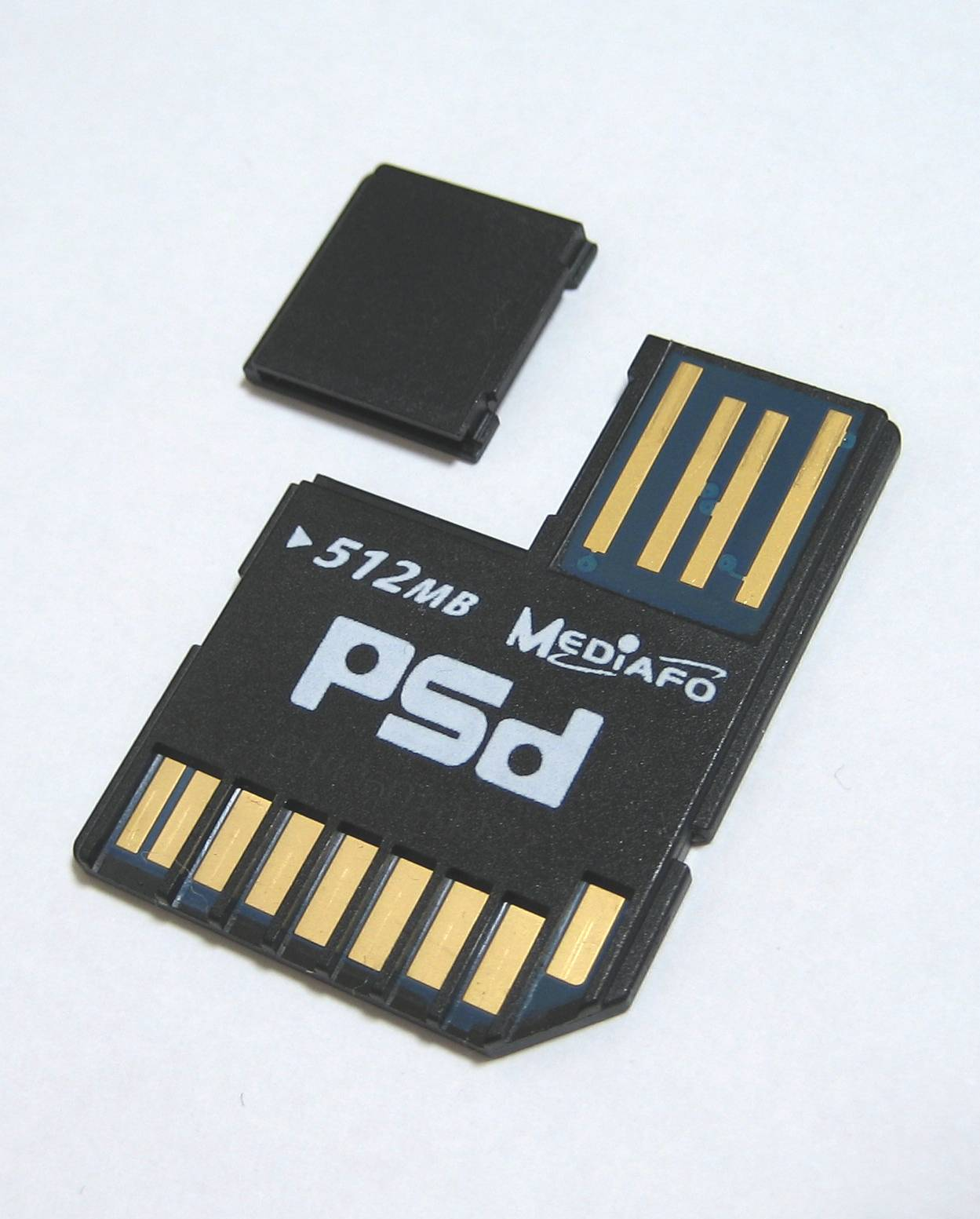
Накопитель с комбинированными интерфейсами SD и USB-флэш

Карты могут поддерживать различные сочетания следующих типов шин и режимов передачи. Режим шины SPI и однобитовый режим шин SD является обязательным для всех типов карт, как описано в следующем разделе. Нумерация выводов для всех размеров карт SD и хост-устройств является одинаковой:
- режим шины SPI: Serial Peripheral Interface в основном используется в микроконтроллерах. Этот тип шины поддерживает только 3,3-вольтовой интерфейс. Это единственный тип шины, который не требует лицензии на хост;
- однобитовый режим шины SD: отдельная шина для команды и каналов передачи данных;
- четырёхбитовый режим шины SD: использует дополнительные контакты, переназначены некоторые контакты. Для карт UHS-I и UHS-II требуется именно этот режим.

Физический интерфейс включает в себя 9 контактов, за исключением того, что для карт miniSD добавлено два несвязанных контакта в центре и microSD-карты не используют один из двух общих контактов.

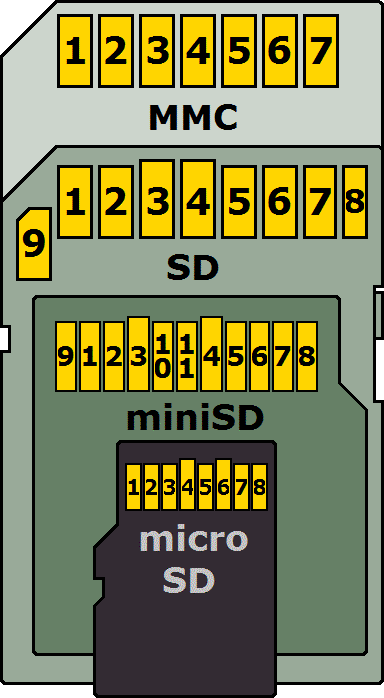
Нумерация контактов для карт (сверху вниз): MMC, SD, miniSD, microSD. Заметна эволюция от наиболее старого формата MMC, на базе которого был создан SD

| MMC-вывод | SD-вывод | miniSD-вывод | microSD-вывод | Название | Вх/Вых | Логика | Описание                                                             |
| --------- | -------- | ------------ | ------------- | -------- | ------ | ------ | -------------------------------------------------------------------- |
| 1         | 1        | 1            | 2             | CS       | Вх     | ДЛ     | Выбор карты памяти SPI (негативная логика)                           |
| 2         | 2        | 2            | 3             | DI       | Вх     | ДЛ     | Ввод данных SPI в последовательном режиме                            |
| 3         | 3        | 3            |               | VSS1     | Общий  | Пит    | Общий                                                                |
| 4         | 4        | 4            | 4             | VDD      | Пит    | Пит    | Питание                                                              |
| 5         | 5        | 5            | 5             | SCLK     | Вх     | ДЛ     | Тактовый сигнал SPI                                                  |
| 6         | 6        | 6            | 6             | VSS2     | Общий  | Общий  | Общий                                                                |
| 7         | 7        | 7            | 7             | DO       | Вых    | ДЛ     | Вывод данных SPI в последовательном режиме                           |
|           | 8        | 8            | 8             | NC       | . Вых  | . ОК   | Не используется (карты памяти) Прерывание (SDIO) (негативная логика) |
|           | 9        | 9            | 1             | NC       | .      | .      | Не используется                                                      |
|           |          | 10           |               | NC       | .      | .      | Зарезервировано                                                      |
|           |          | 11           |               | NC       | .      | .      | Зарезервировано                                                      |

| MMC-вывод | SD-вывод | miniSD-вывод | microSD-вывод | Название | Вх/Вых | Логика | Описание                                                             |
| --------- | -------- | ------------ | ------------- | -------- | ------ | ------ | -------------------------------------------------------------------- |
| 1         | 1        | 1            | 2             | NC       | .      | .      | Не используется                                                      |
| 2         | 2        | 2            | 3             | CMD      | Вх/Вых | ДЛ ОК  | Команда Ответ                                                        |
| 3         | 3        | 3            |               | VSS1     | Общий  | Общий  | Общий                                                                |
| 4         | 4        | 4            | 4             | VDD      | Пит    | Пит    | Питание                                                              |
| 5         | 5        | 5            | 5             | CLK      | Вх     | ДЛ     | Тактовый сигнал                                                      |
| 6         | 6        | 6            | 6             | VSS2     | Общий  | Общий  | Общий                                                                |
| 7         | 7        | 7            | 7             | DAT0     | Вх/Вых | ДЛ     | Передача данных SD 0                                                 |
|           | 8        | 8            | 8             | NC       | . Вых  | . ОК   | Не используется (карты памяти) Прерывание (SDIO) (негативная логика) |
|           | 9        | 9            | 1             | NC       | .      | .      | Не используется                                                      |
|           |          | 10           |               | NC       | .      | .      | Зарезервировано                                                      |
|           |          | 11           |               | NC       | .      | .      | Зарезервировано                                                      |

| MMC-вывод | SD-вывод | miniSD-вывод | microSD-вывод | Название | Вх/Вых     | Логика | Описание                                              |
| --------- | -------- | ------------ | ------------- | -------- | ---------- | ------ | ----------------------------------------------------- |
| .         | 1        | 1            | 2             | DAT3     | Вх/Вых     | ДЛ     | Передача данных SD 3                                  |
| .         | 2        | 2            | 3             | CMD      | Вх/Вых     | ДЛ ОК  | Команда Ответ                                         |
| .         | 3        | 3            |               | VSS1     | Общий      | Общий  | Общий                                                 |
| .         | 4        | 4            | 4             | VDD      | Пит        | Пит    | Питание                                               |
| .         | 5        | 5            | 5             | CLK      | Вх         | ДЛ     | Тактовый сигнал                                       |
| .         | 6        | 6            | 6             | VSS2     | Общий      | Общий  | Общий                                                 |
| .         | 7        | 7            | 7             | DAT0     | Вх/Вых     | ДЛ     | Передача данных SD 0                                  |
|           | 8        | 8            | 8             | DAT1     | Вх/Вых Вых | ДЛ ОК  | Передача данных SD 1 (карты памяти) Прерывание (SDIO) |
|           | 9        | 9            | 1             | DAT2     | Вх/Вых     | ДЛ     | Передача данных SD 2                                  |
|           |          | 10           |               | NC       | .          | .      | Зарезервировано                                       |
|           |          | 11           |               | NC       | .          | .      | Зарезервировано                                       |

### Энергопотребление
Потребляемая мощность SD-карты зависит от её скоростного режима, производителя и модели.
Во время передачи потребляемая картами мощность может находиться в диапазоне 66—330 мВт (20—100 мА при напряжении питания 3,3 В). Для карт, созданных по технологии TwinMos, максимальная мощность потребления в режиме записи составляет 149 мВт (45 мА). По технологии фирмы Toshiba потребление составляет от 264 до 330 мВт (80—100 мА). Ток в режиме ожидания значительно ниже: менее чем 0,2 мА (карты microSD 2006 года выпуска). Если есть обмен данных в течение длительного периода, то происходит значительное потребление энергии батареи в портативных устройствах, например в смартфонах, где батареи имеют ёмкость 6 Втч (Samsung Galaxy S2, 1650 мАч при 3,7 В)).
Если хост-устройство поддерживает режим скорость шины SDR104 или UHS-II, то современные карты UHS-II могут потреблять мощность до 2,88 Вт. Максимально допустимое стандартом энергопотребление в самом малопотребляющем режиме в случае UHS-II составляет 0,72 Вт.
| Скорость шины       | Максимальная скорость шины, МБ/c | Максимальная тактовая частота, МГц | Уровень сигнала, В | SDSC, Вт | SDHC, Вт | SDXC, Вт    |
| ------------------- | -------------------------------- | ---------------------------------- | ------------------ | -------- | -------- | ----------- |
| HD312               | 312                              | 52                                 | 0,4                | -        | 2,88     | 2,88        |
| FD156               | 156                              | 52                                 | 0,4                | -        | 2,88     | 2,88        |
| SDR104              | 104                              | 208                                | 1,8                | -        | 2,88     | 2,88        |
| SDR50               | 50                               | 100                                | 1,8                | -        | 1,44     | 1,44        |
| DDR50               | 50                               | 50                                 | 1,8                | -        | 1,44     | 1,44        |
| SDR25               | 25                               | 50                                 | 1,8                | -        | 0,72     | 0,72        |
| SDR12               | 12,5                             | 25                                 | 1,8                | -        | 0,36     | 0,36 / 0,54 |
| Высокая скорость    | 25                               | 50                                 | 3,3                | 0,72     | 0,72     | 0,72        |
| Нормальная скорость | 12,5                             | 25                                 | 3,3                | 0,33     | 0,36     | 0,36 / 0,54 |

## Шина UHS

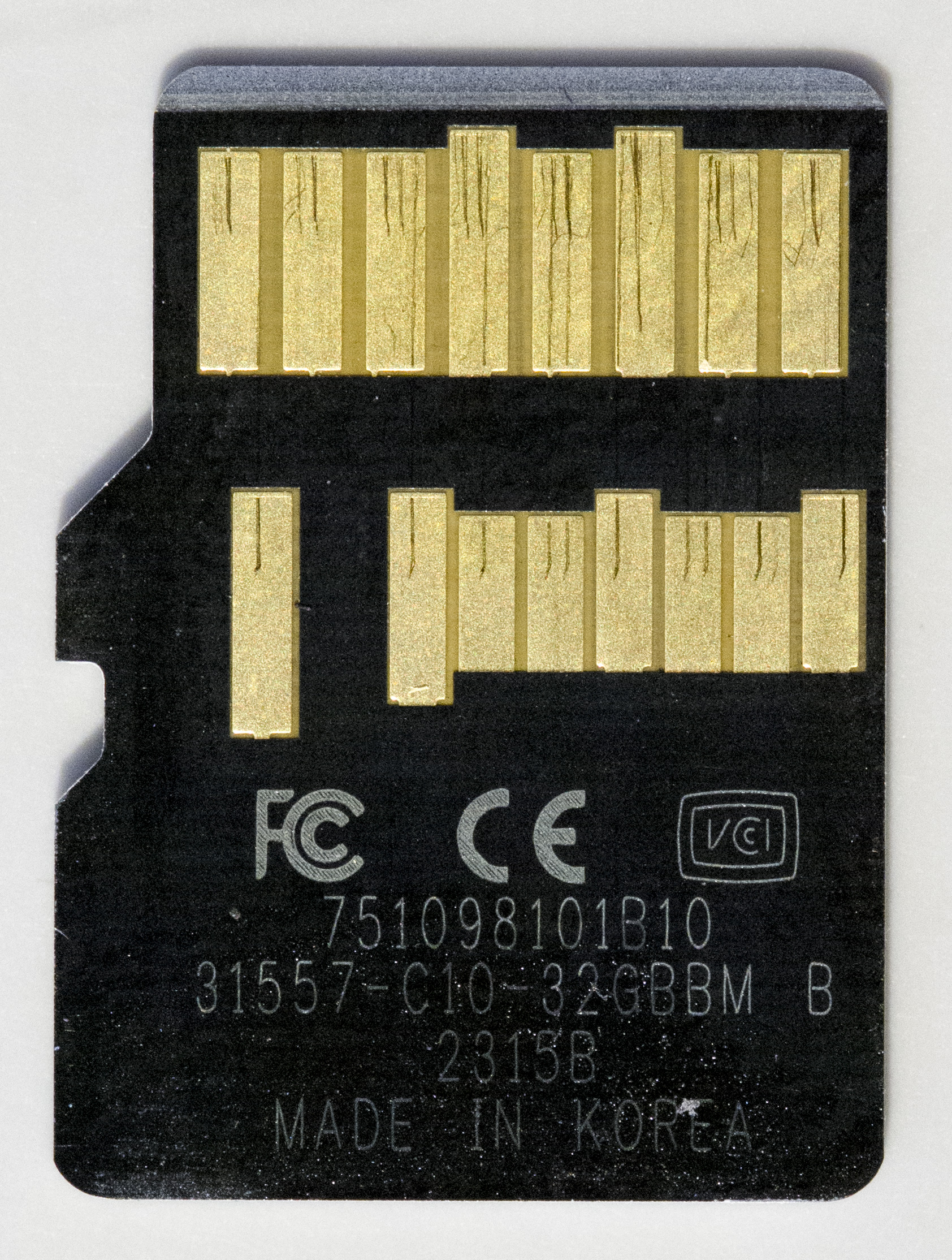
Карта MicroSDHC (High Capacity), шина UHS‑II, класс скорости U3 (минимум 30 МБ/c). Классы скорости записи: U3 — от 30 МБ/c; U1 — от 10 МБ/c

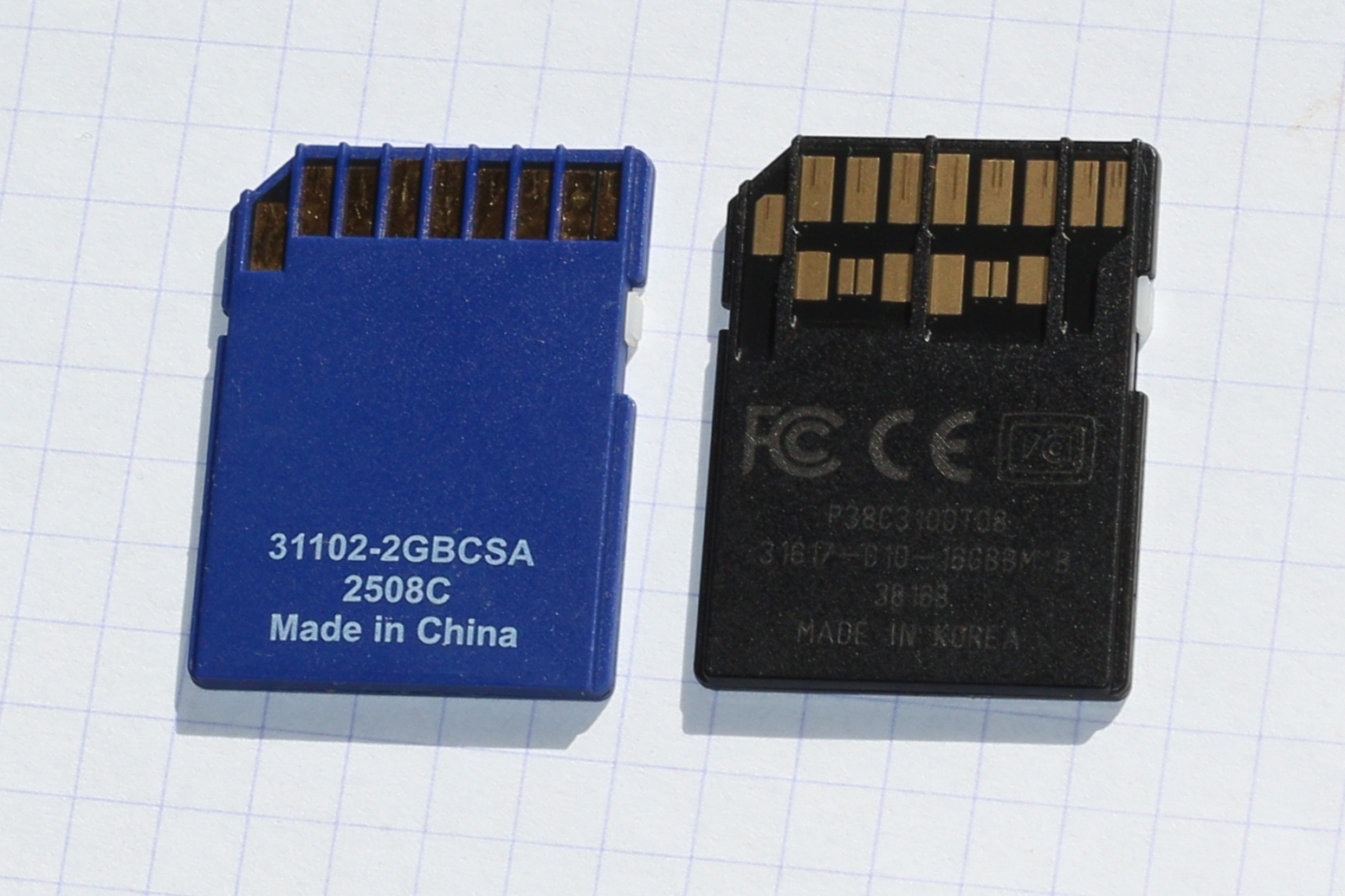
Слева — SD-карта с шиной UHS‑I, справа — с шиной UHS‑II

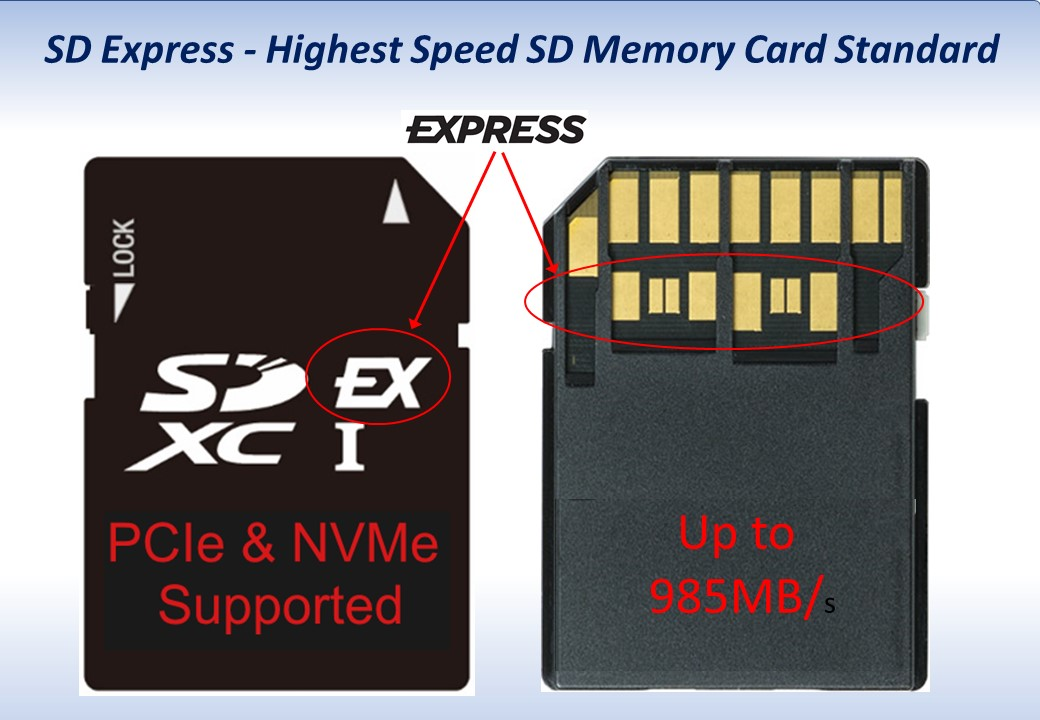
Карта SDXC (eXtended Capacity), шина SD Express. Классы скорости записи видео: V90 — от 90 МБ/c; V60 — от 60 МБ/c; V30 (U3) — от 30 МБ/c; V10 (U1, A1, А2) — от 10 МБ/c

UHS (Ultra High Speed) bus — высокоскоростной протокол обмена данными, введённый в версиях стандарта 3 и 4. Спецификация требует обратной совместимости карт и контроллеров UHS с более ранними интерфейсами на Normal Speed и High Speed.
Интерфейс UHS-I определён в техническом описании версии 3.01. Скорость обмена данными по интерфейсу — 50 МБ/c или 104 МБ/c. Используются стандартные контакты, однако назначение некоторых контактов переопределено для реализации 4-битового обмена данными.
Интерфейс UHS-II определён в техническом описании версии 4.00. Скорость обмена — 156 МБ/c или 312 МБ/c. Карты этого стандарта содержат два ряда контактов — 17 для обычной карты и 16 для microSD; используется 4-битовый режим обмена. В 2013 году компании Panasonic, PNY и Toshiba представили свою первую продукцию с применением данной технологии.
Карты памяти UHS-II используются в фото- и видеоаппаратуре, игровых консолях высокого ценового сегмента и других устройствах, требующих высокие скорости обмена данными. Современные смартфоны в формате UHS-II не нуждаются.
| Интерфейс шины данных | Логотип карт     | Логотип шины                          | Скорость обмена                                                            | Версия стандарта |
| --------------------- | ---------------- | ------------------------------------- | -------------------------------------------------------------------------- | ---------------- |
| Normal Speed          | SD · SDHC · SDXC | —                                     | 12,5 МБ/c                                                                  | 1.01             |
| High Speed            | SD · SDHC · SDXC | —                                     | 25 МБ/c                                                                    | 2.00             |
| UHS-I                 | SDHC · SDXC      |                                       | 12,5 МБ/c (SDR12) 25 MБ/с (SDR25) 50 MБ/с (SDR50, DDR50) 104 MБ/с (SDR104) | 3.01             |
| UHS-II                | SDHC · SDXC      |                                       | 156 МБ/c (FD156) 312 МБ/c (HD312)                                          | 4.00/4.10        |
| UHS-III               | SDHC · SDXC      |                                       | 312 МБ/c (FD312) 624 МБ/c (FD624)                                          | 6.0              |
| PCIe 3.0 / NVMe       | SDHC · SDXC      |                                       | 985 МБ/c (FD985)                                                           | 7.0/7.1          |
| PCIe 4.0 / NVMe       | SDHC · SDXC      | 1970 МБ/c (FD1970) 3940 МБ/c (FD3940) | SD8.0                                                                      |                  |

## Скорость обмена

### Обозначение в виде множителя
| Рейтинг | Скорость (Мбайт/c) | Speed Class |
| ------- | ------------------ | ----------- |
| 16×     | 2,34               | (13×)       |
| 32×     | 4,69               | (27×)       |
| 48×     | 7,03               | (40×)       |
| 100×    | 14,6               | (67×)       |

По мере появления новых версий спецификаций и карт с повышенной скоростью записи производители стали указывать на картах памяти специальный множитель (подобно CD-ROM): 1× = 150 КБ/с. Простейшие карты имеют скорость 6× (900 КБ/с), самые быстрые — 633× (95 000 КБ/с). Подавляющее большинство производителей присваивает множители, соответствующие режиму чтения — скорость записи обычно ниже в два или более раза. Позднее SD Card Association ввела стандартную классификацию скоростных характеристик карт и устройств для работы с ними, так называемый Speed Class (Скоростной класс), в котором класс карты определяется по скорости записи.

### Скоростной класс
Для обычных карт скоростной класс обозначается числом внутри буквы C. Для карт стандарта UHS скоростной класс обозначается числом внутри буквы U. Для карт стандарта Video Speed Class — числом справа от буквы V. Для карт стандарта Application Performance Class — числом справа от буквы A.
| Минимальная скорость записи | Speed Class    | UHS Speed Class | Video Speed Class | Область применения |
| --------------------------- | -------------- | --------------- | ----------------- | --- |
| 2 МБ/c                      | Class 2 (C2)   | -               | -                 | Запись видео стандартного разрешения (SD)                                                                                            |
| 4 МБ/c                      | Class 4 (C4)   | -               | -                 | Запись видео высокой чёткости (HD), включая Full HD (от 720p до 1080p/1080i)                                                         |
| 6 МБ/c                      | Class 6 (C6)   | -               | Class 6 (V6)      | Запись видео высокой чёткости (HD), включая Full HD (от 720p до 1080p/1080i)                                                         |
| 10 МБ/c                     | Class 10 (C10) | Class 1 (U1)    | Class 10 (V10)    | Запись видео Full HD (1080p) и серийная съёмка в HD (шина High Speed), потоковое вещание и файлы HD-видео большого объёма (шина UHS) |
| 30 МБ/c                     | -              | Class 3 (U3)    | Class 30 (V30)    | Запись видеофайлов с разрешением 4K c частотой 60/120 кадров в секунду (шина UHS)                                                    |
| 60 МБ/c                     | -              | -               | Class 60 (V60)    | Запись видеофайлов с разрешением 8K c частотой 60/120 кадров в секунду (шина UHS)                                                    |
| 90 МБ/c                     | -              | -               | Class 90 (V90)    | Запись видеофайлов с разрешением 8K c частотой 60/120 кадров в секунду (шина UHS)                                                    |

### Application Performance Class
Application Performance Class определяется в SD Specification, которая выпускается SD Association. Application Performance Class 1 (A1) определен в SD Specification 5.1, A2 определен в SD Specification 6.0.
Application Performance Class определяет не только скорость последовательного чтения и записи, которая должна быть не ниже 10 Мбайт/c, но также требует минимального количества операций ввода-вывода в секунду для чтения и записи. Класс A1 требует минимум 1500 операций чтения и 500 операций записи в секунду, тогда как класс A2 требует 4000 и 2000 операций ввода-вывода в секунду. Карты класса A2 требуют поддержки хоста, так как они используют очередь команд и кэширование записи для достижения более высоких скоростей. При комбинации карты и хоста с поддержкой разных классов (A1 и A2) будет доступен класс A1.
| Application Performance Class | Минимальная установившаяся скорость записи | Случайное чтение, минимум | Случайная запись, минимум |
| ----------------------------- | ------------------------------------------ | ------------------------- | ------------------------- |
| Class 1 (A1)                  | 10 Мбайт/c                                 | 1500 IOPS                 | 500 IOPS                  |
| Class 2 (A2)                  | 10 Мбайт/c                                 | 4000 IOPS                 | 2000 IOPS                 |

## Файловые системы
Стандартной для карт SD и SDHC является файловая система FAT (до 2 ГБ включительно — FAT16, от 2 до 32 ГБ включительно — FAT32), для карт SDXC (от 64 ГБ) — файловая система exFAT; многие производители поставляют карты предварительно отформатированными. Однако, как и любое запоминающее устройство с произвольным доступом, карты Secure Digital с помощью соответствующего программного обеспечения можно отформатировать любым желаемым способом — например, аналогично жёсткому диску с использованием таблицы разделов. Следует помнить, что применение в карточках системы NTFS со стандартными настройками является нежелательным, поскольку она является журналируемой (с опросами), а количество циклов перезаписи для карт ограничено. Режим ведения журнала опросов для разделов NTFS можно отключить, чтобы уменьшить износ памяти.
Следует учитывать, что поддержка той или иной файловой системы зависит от ОС или микропрограммы использующего карту устройства; так, некоторые устройства поддерживают исключительно FAT16, вследствие чего имеют ограничение на максимальный объём используемой карты — 2 ГБ.
SD-карты навигационных систем могут иметь свои форматы.

## Сравнение технических особенностей карт
| Тип                                            | MMC                            | RS-MMC                         | MMC Plus                   | SecureMMC                  | SD                                              | SDIO                                            | miniSD                                          | microSD                                              |
| ---------------------------------------------- | ------------------------------ | ------------------------------ | -------------------------- | -------------------------- | ----------------------------------------------- | ----------------------------------------------- | ----------------------------------------------- | ---------------------------------------------------- |
| Разъём SD                                      | Да                             | Механический адаптер           | Да                         | Да                         | Да                                              | Да                                              | Электромеханический адаптер                     | Электромеханический адаптер                          |
| Число контактов                                | 7                              | 7                              | 13                         | 7                          | 9                                               | 9                                               | 11                                              | 8                                                    |
| Ширина                                         | 24 мм                          | 24 мм                          | 24 мм                      | 24 мм                      | 24 мм                                           | 24 мм                                           | 20 мм                                           | 11 мм                                                |
| Длина                                          | 32 мм                          | 18 мм                          | 32 мм                      | 32 мм                      | 32 мм                                           | 32 мм и более                                   | 21,5 мм                                         | 15 мм                                                |
| Толщина                                        | 1,4 мм                         | 1,4 мм                         | 1,4 мм                     | 1,4 мм                     | 2,1 мм (возможны исключения)                    | 2,1 мм                                          | 1,4 мм                                          | 1 мм (0,7 мм без выступа)                            |
| Режим SPI                                      | опционально                    | опционально                    | опционально                | Да                         | Да                                              | Да                                              | Да                                              | Да                                                   |
| 1-битовый режим                                | Да                             | Да                             | Да                         | Да                         | Да                                              | Да                                              | Да                                              | Да                                                   |
| 4-битовый режим                                | Нет                            | Нет                            | Да                         | Нет                        | опционально                                     | опционально                                     | опционально                                     | опционально                                          |
| 8-битовый режим                                | Нет                            | Нет                            | Да                         | Нет                        | Нет                                             | Нет                                             | Нет                                             | Нет                                                  |
| Прерывания                                     | Нет                            | Нет                            | Нет                        | Нет                        | Нет                                             | опционально                                     | Нет                                             | Нет                                                  |
| Тактовая частота обмена                        | 20 МГц                         | 20 МГц                         | 52 МГц                     | 20 МГц (?)                 | 208 МГц                                         | 50 МГц                                          | 208 МГц                                         | 208 МГц                                              |
| Максимальная скорость передачи                 | 20 Мбит/с                      | 20 Мбит/с                      | 416 Мбит/с                 | 20 Мбит/с (?)              | 832 Мбит/с                                      | 200 Мбит/с                                      | 832 Мбит/с                                      | 832 Мбит/с                                           |
| Максимальная скорость передачи по SPI          | 20 Мбит/с                      | 20 Мбит/с                      | 52 Мбит/с                  | 20 Мбит/с                  | 50 Мбит/с                                       | 50 Мбит/с                                       | 50 Мбит/с                                       | 50 Мбит/с                                            |
| DRM                                            | Нет                            | Нет                            | Нет                        | Да                         | Да                                              | н/д                                             | Да                                              | Да                                                   |
| Пользовательское шифрование                    | Нет                            | Нет                            | Нет                        | Да                         | Нет                                             | Нет                                             | Нет                                             | Нет                                                  |
| Упрощённая спецификация                        | Да                             | Да                             | Нет                        | н/д                        | Да                                              | Да                                              | Нет                                             | Нет                                                  |
| Стоимость членства                             | 2500 $/год (необязательно)     | 2500 $/год (необязательно)     | 2500 $/год (необязательно) | 2500 $/год (необязательно) | 2000 $/год (общая), 4500 $/год (исполнительная) | 2000 $/год (общая), 4500 $/год (исполнительная) | 2000 $/год (общая), 4500 $/год (исполнительная) | 2000 $/год (общая), 4500 $/год (исполнительная)      |
| Стоимость спецификации                         | Бесплатно начиная с версии 4.3 | Бесплатно начиная с версии 4.3 | н/д                        | н/д                        | Для членов                                      | Для членов                                      | Для членов                                      | Для членов                                           |
| Лицензия для хоста                             | Нет                            | Нет                            | Нет                        | Нет                        | 1000 $/год + стоимость членства                 | 1000 $/год + стоимость членства                 | 1000 $/год + стоимость членства                 | 1000 $/год + стоимость членства                      |
| Лицензия для карты памяти                      | Да                             | Да                             | Да                         | Да                         | Да                                              | Да                                              | Да                                              | Да                                                   |
| Лицензия для карты ввода-вывода                | н/д                            | н/д                            | н/д                        | н/д                        | н/д                                             | Да: $1000/год + стоимость членства              | н/д                                             | н/д                                                  |
| Совместимость со свободным ПО                  | Да                             | Да                             | Да?                        | Да?                        | Да                                              | Да                                              | Да                                              | Да                                                   |
| Номинальное рабочее напряжение                 | 3,3 В                          | 3,3 В                          | 3,3 В                      | 1,8 В/3,3 В                | 3,3 В (SD), 1,8/3,3 В (SDHC и SDXC)             | 3,3 В                                           | 3,3 В(miniSD), 1,8 В/3,3 В (miniSDHC)           | 3,3 В (microSD), 1,8 В/3,3 В (microSDHC и microSDXC) |
| Максимальная ёмкость (доступная в продаже), ГБ | 128                            | 2                              | 128 (?)                    | 2                          | 4 (SD), 32 (SDHC), 1024 (SDXC)                  | ?                                               | 4 (miniSD), 16 (miniSDHC)                       | 4 (microSD), 32 (microSDHC), 1024 (microSDXC)        |

## Контрафакт
Часто встречаются контрафактные карты, использующие логотипы известных производителей. Такие карты имеют проблемы, начиная с несоответствия стандартам скорости передачи и заканчивая поддельной ёмкостью — при этом карта распознаётся как имеющая номинальный объём, но по факту он меньше. Выражается это в том, что при записи данные записываются на карту «циклически», перезаписывая себя поверх. В итоге с такой карты можно извлечь лишь последние записанные данные, соответствующие по объёму реальной ёмкости карты. Для определения реальной ёмкости карты есть специальные программы: h2testw для Windows, f3 для Windows, Linux, Mac.

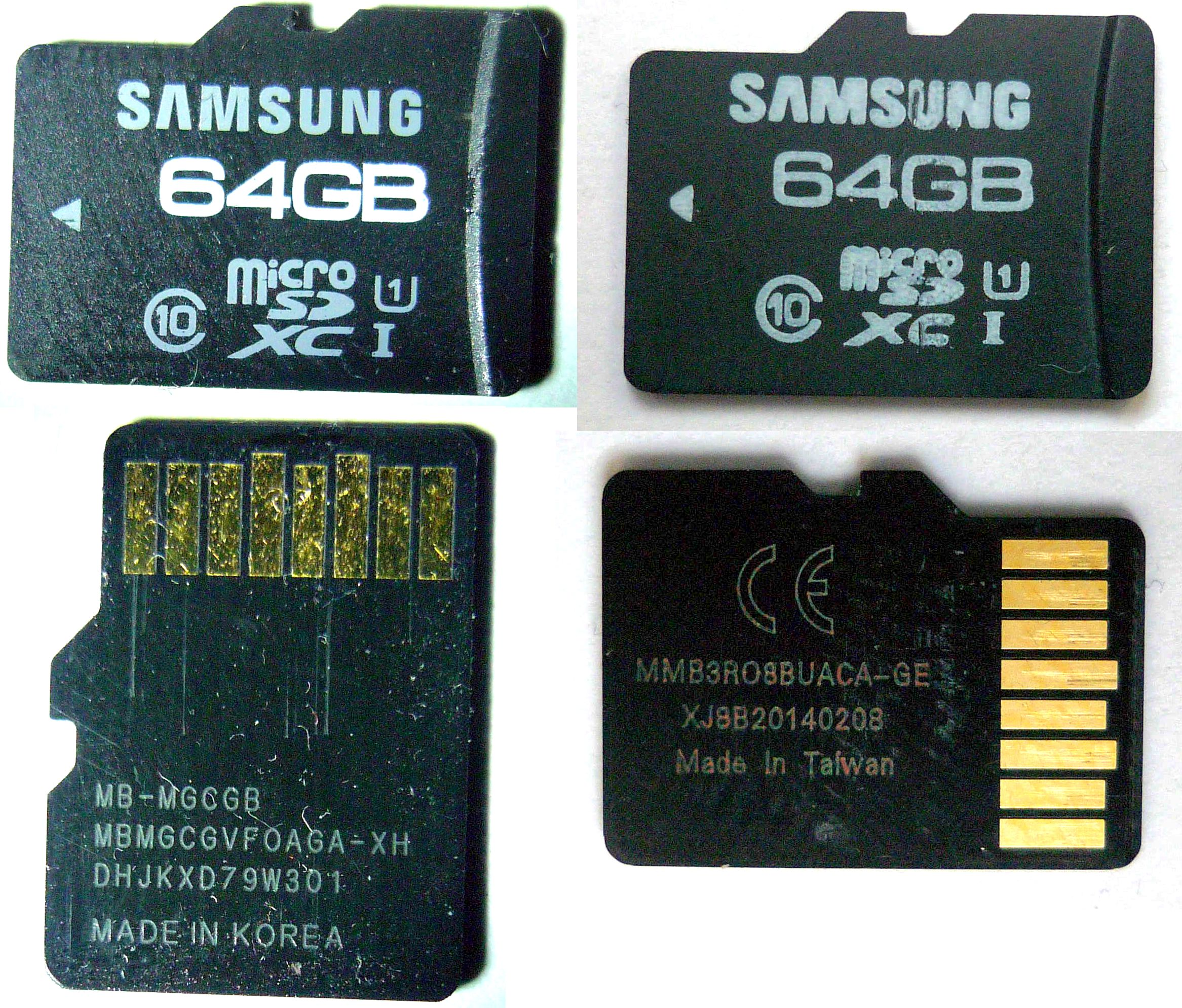
Оригинальный microSDXC 64 ГБ (слева) и контрафактный с реальной ёмкостью 8 ГБ и классом 4 (справа)
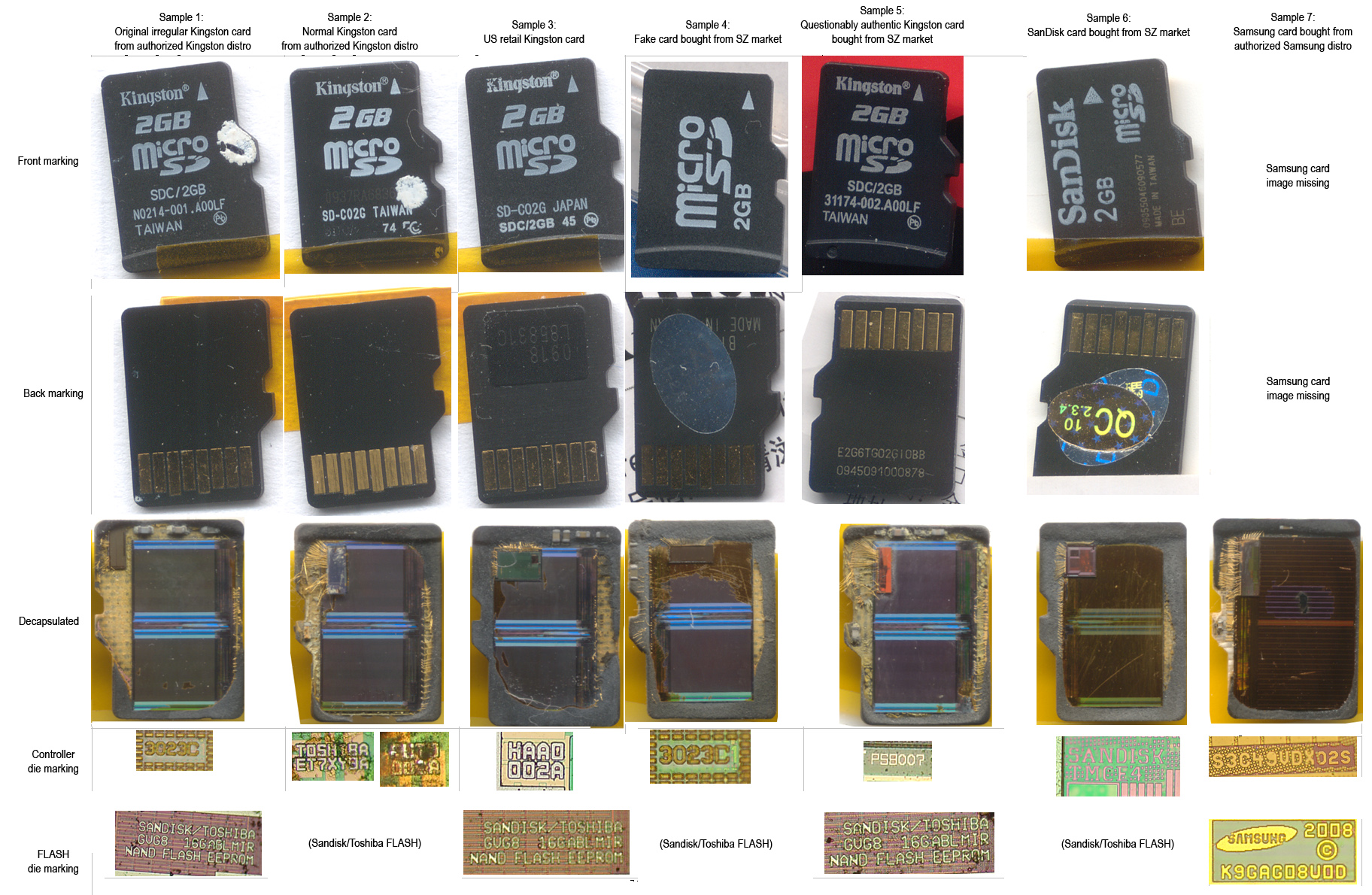
MicroSD при вскрытии, маркировки контроллеров и чипов памяти, выявление контрафакта

### Комментарии
1. ↑  Чисто механический метод — никакой коммутации электрических сигналов: заслонка открывает/закрывает окно считывания состояния датчиком в устройстве, использующим карту
2. ↑  Точнее, не в положении unlock: в том числе, если заслонка будет вообще отсутствовать.
3. ↑  Направление определяется относительно карты.
4. ↑  Сокращения: Вх — вход, Вых — выход, ДВ — двунаправленный вывод, ие (состояние «Выключено»), ОК — , Пит — Питание.